# 地牢
地牢是建造在地下用於關押犯人的牢房，尤指中世紀城堡的地下室。地牢通常都是一個簡陋的房間，有著厚重的門，或者只能從上面房間地板的艙門打開。地牢通常被用於施加酷刑，這與普通人對被困在地下的恐懼有關，使地牢在各種情況下成為殘酷的隱喻。

## 詞源
「Dungeon（地牢）」這個詞來自法語的「donjon」（也拼作「dongeon」），意思是「keep」，即城堡中的主要塔樓。這個詞最早在英語中出現於14世紀初，當時它的意思與「donjon」相同。「keep」這個早期的意思至今仍在學術界中使用，但在大眾文化中，它已經演變成指代囚室或「oubliette」（忘卻之牢）。雖然無法確定，但一般認為「dungeon」和「donjon」都源自中古拉丁語的「dominus」，意為「領主」或「主人」。
在法語中，「donjon」至今仍表示「主塔」，而英文中的「dungeon」在法語中大多對應「oubliette」。因此，「donjon」對於「dungeon」而言是偽友（拼字相似但意義不同），雖然像遊戲《龍與地下城(Dungeons & Dragons)》的法語版仍然翻譯為《Donjons et Dragons》。
「Oubliette」（與法語動詞「oublier」同源，意思為「忘記」）是一種地下囚室，只能透過位於高處天花板上的活板門或孔洞（即「angstloch」）進入。
「donjons」的用途隨時間演變，有時也包括監牢，這或許可以解釋為何「dungeon」在英語中的意思也逐漸從城堡中最高、最安全的塔樓裡的囚室，變成一般牢房，進而在大眾用法中，指「oubliette」甚至是「酷刑室」。
「oubliette」在法語中最早的使用可追溯至1374年，而在英語中的首次使用則出現在沃爾特·司各特1819年的小說《艾凡赫》中：「The place was utterly dark—the oubliette, as I suppose, of their accursed convent.」

## 創作與遊戲領域
地牢是現代奇幻文學、相關的桌上遊戲與電子遊戲中的常見元素。
在這類語境中，Dungeong時常被翻譯為迷宮或地下城。例如日本漫畫《迷宮飯》。  
最著名的例子是各類《龍與地下城》相關媒體作品。  
在現代語境中，「dungeon」這個詞的含義已擴展為泛指任何具有迷宮特性的複合建築（如城堡、洞窟系統等），不再僅限於傳統意義上的牢房或酷刑室。  
一種以探索地城為主要內容的角色扮演遊戲被稱為迷宮探索（dungeon crawl）。